# Коле Манев
Коле Манев е северномакедонски художник и филмов деец, документалист.

## Биография
Коле Манев е роден през 1941 година в костурското село Бабчор, Гърция. По време на Гражданската война в Гърция (1946-1949) е изведен в страните от Социалистическия лагер заедно с други деца бежанци. Завършва основно образование в Скопие, а през 1960 година завършва художествена академия в Белград, след което следва в Париж и анимация в Прага. Автор е на изложби в Република Македония, Франция, както и на Балканите. Печели международни филмови и художествени награди и отличия. В 1981 година Дружеството на художниците на Македония му връчва наградата „Нерешки майстори“.